# Cerrillos (Chile)
Cerrillos é uma das 32 comunas que compõem a cidade de Santiago, capital do Chile.